# 12 обезьян (телесериал)
12 обезьян (англ. 12 Monkeys) — американский телесериал 2015 года, основанный на фильме 1995 года. Премьера шоу состоялась в пятницу 16 января 2015 года на телеканале Syfy, через 20 лет после показа оригинального фильма. 12 марта 2015 года телесериал получил продление на второй сезон, премьера которого состоялась 18 апреля 2016 года. 29 июня 2016 года сериал был продлен на третий сезон.

## Сюжет
Живущие в 2015 году и не подозревают, что совсем скоро от многочисленного населения Земли останутся лишь миллионы, если не тысячи человек, в результате глобальной катастрофы, произошедшей по вине смертоносного вируса. В 2043 году люди вынуждены скрываться под землей. Но откуда вирус распространился по планете и кто был «нулевым пациентом» — до сих пор неизвестно. Благодаря последней полученной информации стал известен год распространения и имя человека, связанного с этим. Поэтому группа учёных решает изменить историю, послав в 2015 год Джеймса Коула (Аарон Стэнфорд), человека с криминальным прошлым. Доктор-бактериолог Кассандра Райли (Аманда Шулл) вряд ли понимает, как изменится её дальнейшая жизнь после встречи с Джеймсом. Он должен уничтожить того, кто стал причиной армагеддона всех времён.

## Актёры и персонажи
= Главная роль в сезоне
     = Второстепенная роль в сезоне
     = Гостевая роль в сезоне
     = Не появляется

### Главные роли
| Аарон Стэнфорд | Джеймс Коул     | 13 | 13 | 10 | 11 | 47 |
| Аманда Шулл    | Кассандра Райли | 13 | 13 | 10 | 11 | 47 |
| Керк Асеведо   | Хосе Рамзи      | 12 | 13 | 3  | 3  | 31 |
| Ной Бин        | Аарон Маркер    | 10 | 2  |    |    | 12 |
| Тодд Стэшвик   | Теодор Дьякон   | 4  | 10 | 8  | 9  | 31 |
| Эмили Хэмпшир  | Дженнифер Гоинз | 9  | 10 | 10 | 11 | 40 |
| Барбара Зукова | Катарина Джонс  | 12 | 12 | 10 | 10 | 44 |
| Всего эпизодов | Всего эпизодов  | 13 | 13 | 10 | 11 | 47 |

### Второстепенные персонажи
| Демор Барнс       | Маркус Уитли            | 9  | 8  | 5  | 2  | 24 |
| Том Нунен         | человек в чёрной шляпе  | 7  | 4  | 5  | 2  | 18 |
| Элисен Даун       | Оливия Киршнер          | 6  | 6  | 9  | 10 | 31 |
| Эндрю Гиллис      | доктор Джулиан Адлер    | 7  | 11 | 8  | 9  | 35 |
| Мюррэй Фюрроу     | доктор Томас Лэски      | 6  | 6  | 7  | 3  | 22 |
| Билл Тимони       | сенатор Ройс            | 5  |    |    |    | 5  |
| Рамон де Окампо   | Оливер Питерс           | 3  | 1  |    |    | 4  |
| Эми Слоан         | Елена                   | 3  |    |    |    | 3  |
| Ромина Д'Уго      | Макс                    | 4  |    |    | 1  | 5  |
| Майкл Хоган       | доктор Дэвид Экланд     |    | 6  |    | 1  | 7  |
| Брук Уильямс      | Ханна Джонс / Цайт      |    | 5  | 6  | 7  | 18 |
| Аиша Исса         | эмиссар                 |    | 6  |    |    | 6  |
| Джейк Карнс       | агент Роберт Гейл       |    | 3  | 1  | 1  | 5  |
| Скотти Томпсон    | Вивиан Рутледж / Мантис |    | 4  | 1  | 1  | 6  |
| Питер ДаКуна      | Сэмюэль Рамзи           |    | 6  | 2  | 1  | 9  |
| Фаран Таир        | Маллик                  |    |    | 5  | 2  | 7  |
| Ханна Уэддингхэм  | Магдалина               |    |    | 4  |    | 4  |
| Джеймс Кэллис     | Эйтан Коул              |    |    | 3  | 2  | 5  |
| Джулиан Ричингс   | советник Свидетеля      |    |    |    | 5  | 5  |
| Эбигейл Хардингем | Эмма                    |    |    |    | 4  | 4  |
| Всего эпизодов    | Всего эпизодов          | 13 | 13 | 10 | 11 | 47 |

## Отзывы
Телесериал получил, в основном, положительные отзывы на Rotten Tomatoes и Metacritic.

## Разработка
Syfy анонсировали запуск телевизионной адаптации фильма 12 обезьян в июле 2013 года. Разработка сценария началась в ноябре 2013. В апреле 2014 Syfy дали зелёный свет первому сезону, состоящему из 13-ти эпизодов. Сценарий к пилотному эпизоду был написан Терри Маталасом и Трэвисом Фикеттом, который написал несколько сценариев для эпизодов сериала Терра Нова, а срежиссирован был Джеффри Рейнером. Терри Маталас представил телесериал как «полное переосмысление» фильма, вдохновившись, так же, фильмом Петля времени. Премьера телесериала состоялась 16 января 2015 года на телеканале Syfy. Съемки проходят, в основном, в Торонто. По мере показа новых эпизодов на телеканале, на официальном сайте разработчики сериала обновляют «временну́ю карту» где можно увидеть все прыжки Джеймса Коула во времени и ключевые моменты, а также стену со всеми фактами и подробностями из телесериала.

## Эпизоды
| Сезон | Сезон | Эпизоды | Оригинальная дата выхода | Оригинальная дата выхода |
| Сезон | Сезон | Эпизоды | Премьера сезона          | Финал сезона             |
| ----- | ----- | ------- | ------------------------ | ------------------------ |
|       | 1     | 13      | 16 января 2015           | 10 апреля 2015           |
|       | 2     | 13      | 18 апреля 2016           | 18 июля 2016             |
|       | 3     | 10      | 19 мая 2017              | 21 мая 2017              |
|       | 4     | 11      | 15 июня 2018             | 6 июля 2018              |